# YWCA 위장결혼식 사건
YWCA 위장결혼식 사건은 10.26 사건 이후 간접선거로 대통령을 선출하려는 통일주체국민회의의 발표에 반발하여 윤보선, 함석헌, 백기완 등의 주도하에 1979년 11월 24일에 서울 YWCA 회관에서 개최되었던 대통령 직선제 요구 시위였다. 직접 시위는 계엄시의 군부와 경찰을 자극할 것으로 예상하여 결혼식을 가장한 시위였다.

## 전개 과정
1979년 10월 26일, 10.26 사건으로 대통령 박정희가 암살당하자 통일주체국민회의에서는 대의원 간선제로 국무총리 최규하를 후임 대통령으로 지명하려고 했고, 이 소식을 접한 재야 인사들은 통일주체국민회의를 규탄하면서 대통령 직선제, 유신헌법 폐지, 양심수 석방 등을 골자로 한 문민정부 수립을 촉구하는 대회를 열기로 하였다.
직접적인 시위는 계엄시의 군부와 경찰을 자극할 것으로 예상하여 홍성엽과 윤정민의 결혼을 가장한 위장 청첩장을 돌려 사전 준비를 하였다.
윤보선, 함석헌, 박종태, 임채정, 백기완 등의 재야 인사들은 계엄군의 견제를 피하기 위해 대회장을 연세대 복학생인 신랑 홍성엽과 신부 윤정민의 결혼식으로 위장해 계엄군과 통일주체국민회의를 규탄하는 집회를 열었다. 이 중 연세대 복학생 홍성엽은 실존 인물이었으나, 신부인 윤정민(타계한 윤형중 신부의 성씨에 민주주의 정부의 앞글자를 따서 지은 가상의 여성)은 가공의 인물이었다.
결혼식이 시작되고 실내에서 신랑이 입장할 때 민주화를 요구하는 선언문을 낭독하였다. 장내에는 환호성과 박수 갈채가 울려퍼졌고 이내 윤보선과 함석헌 등을 각각 미행하던 경찰관들이 행사장에 난입하여 행사장은 아수라장이 되었다. 이어 경찰관이 출동하였고 집회는 강제로 해산되었다. 집회 종료 후 경찰관에 의해 140명은 불구속 입건되었고, 주동 인물 중 윤보선, 함석헌 등은 소환조사 및 서면조사를 받았으며, 기타 주동자 14명은 용산구의 보안사령부로 끌려가 고문을 당하였다.

## 뒷 이야기

### 민주화 운동 유공자 선정
당시 이 집회로 계엄군에 끌려갔던 154명은 국민의 정부 시절 세워진 민주화운동관련자 보상심의위원회에 의해 복권이 이뤄지는데, 주요 복권인사를 보면 아래와 같다.
- 2001년 10월 18일: 임채정, 박종태, 양순직, 이해동
- 2002년 6월 12일: 문동환
- 2003년 9월 9일: 김상현

### 신군부의 자작극설
과거 민주공화당 국회의원이었던 한 재야 인사의 증언에 따르면 그와 공화당 시절부터 친했던 보안사령부의 한 장성이 "대규모 집회가 일어나야 국민회의 측에서 대통령간선제를 재검토하게 될 것이고, 이를 위해 보안사에서는 집회를 묵인할 것이다"라는 말로 속임수를 썼다고 한다. 이 정보를 입수한 NCCK의 몇몇 인사들은 집회를 반대했지만, 이것이 함석헌을 비롯한 지도부에 전달되지 않아 참사가 발생했다는 것이다.

## 기타
사건을 주도한 주요 인물 중 윤보선은 수사에 협조하는 대신 참석자들의 형량을 낮추어줄 것을 탄원하여, 참석자들은 형량이 감경되었다. 그러나 'YWCA 위장결혼식 사건'에 대한 정부의 강경 진압 의지는 곧 민주화 여부를 가늠하는 리트머스 시험지가 되었다.

## 드라마
- 제5공화국 (MBC)

## 같이 보기
- 윤보선
- 최규하 정부
- 함석헌
- 문익환
- 임채정
- 한명숙
- 박종태
- 양순직
- 이해동
- 문동환
- 김상현
- 백기완